# Styringomyia ysabellae
Styringomyia ysabellae is een tweevleugelige uit de familie steltmuggen (Limoniidae). De soort komt voor in het Australaziatisch gebied.